# 1. deild kvenna 1981
La 1. deild kvenna 1981 (islandese: 1ª divisione femminile), è stata la 10ª edizione della massima divisione del campionato islandese femminile di calcio.

## Stagione

### Formula
Girone unico all'italiana con gare di andata/ritorno a specchio, ma non sono ancora previste retrocessioni in una categoria inferiore.

## Classifica finale
|                    | Pos. | Squadra           | Pt | G  | V  | N | P  | GF | GS | DR  |
| ------------------ | ---- | ----------------- | -- | -- | -- | - | -- | -- | -- | --- |
| Islanda (bandiera) | 1.   | Breiðablik        | 27 | 14 | 13 | 1 | 0  | 73 | 8  | +65 |
|                    | 2.   | ÍA Akranes        | 22 | 14 | 11 | 0 | 3  | 63 | 19 | +44 |
|                    | 3.   | Valur             | 19 | 14 | 9  | 1 | 4  | 53 | 11 | +42 |
|                    | 4.   | KR Reykjavík      | 16 | 14 | 7  | 2 | 5  | 34 | 21 | +13 |
|                    | 5.   | FH Hafnarfjarðar  | 12 | 14 | 5  | 2 | 7  | 23 | 39 | -16 |
|                    | 6.   | Víkingur          | 9  | 14 | 3  | 3 | 8  | 10 | 41 | -31 |
|                    | 7.   | Leiknir Reykjavík | 4  | 14 | 1  | 2 | 11 | 4  | 69 | -65 |
|                    | 8.   | Víðir             | 3  | 14 | 1  | 1 | 12 | 6  | 58 | -52 |

Legenda:
      Campione d'Islanda.
Note:
Due punti a vittoria, uno a pareggio, zero a sconfitta.
A parità di punti squadre classificate con la differenza reti.
Spareggio in caso di pari punti in zona promozione e retrocessione.

### Risultati

#### Calendario
| Andata (1ª) | Andata (1ª) | Prima giornata          | Ritorno (8ª) | Ritorno (8ª) |
|             |             |                         |              |              |
| 29 mag.     | 4-1         | Breiðablik-KR Reykjavík | 4-1          | 13 lug.      |
| 29 mag.     | 0-1         | Víðir-Leiknir Reykjavík | 0-0          | 10 lug.      |
| 2 giu.      | 2-0         | FH Hafnarfjörður-Valur  | 0-5          | 10 lug.      |
| 6 giu.      | 2-1         | Víkingur-ÍA Akranes     | 0-10         | 13 giu.      |

| Andata (2ª) | Andata (2ª) | Seconda giornata             | Ritorno (9ª) | Ritorno (9ª) |
|             |             |                              |              |              |
| 5 giu.      | 0-9         | Leiknir Reykjavík-Breiðablik | 0-5          | 17 lug.      |
| 5 giu.      | 3-0         | ÍA Akranes-FH Hafnarfjörður  | 7-0          | 17 lug.      |
| 5 giu.      | 3-0         | Valur-Víðir                  | 8-0          | 17 lug.      |
| 4 giu.      | 1-1         | Víkingur-KR Reykjavík        | 0-3          | 11 giu.      |

| Andata (3ª) | Andata (3ª) | Terza giornata                 | Ritorno (10ª) | Ritorno (10ª) |
|             |             |                                |               |               |
| 12 giu.     | 8-1         | KR Reykjavík-Leiknir Reykjavík | 3-0           | 24 lug.       |
| 12 giu.     | 2-7         | Víðir-ÍA Akranes               | 1-11          | 24 lug.       |
| 12 giu.     | 3-1         | Breiðablik-Valur               | 1-1           | 24 lug.       |
| 29 mag.     | 1-1         | FH Hafnarfjörður-Víkingur      | 2-3           | 8 giu.        |

| Andata (4ª) | Andata (4ª) | Quarta giornata            | Ritorno (11ª) | Ritorno (11ª) |
|             |             |                            |               |               |
| 19 giu.     | 2-6         | ÍA Akranes-Breiðablik      | 1-6           | 30 lug.       |
| 19 giu.     | 3-2         | FH Hafnarfjörður-Víðir     | 1-0           | 30 lug.       |
| 19 giu.     | 0-1         | Valur-KR Reykjavík         | 3-1           | 30 lug.       |
| 7 giu.      | 0-3         | Leiknir Reykjavík-Víkingur | 1-1           | 14 giu.       |

| Andata (5ª) | Andata (5ª) | Quinta giornata             | Ritorno (12ª) | Ritorno (12ª) |
|             |             |                             |               |               |
| 23 giu.     | 1-2         | KR Reykjavík-ÍA Akranes     | 1-4           | 7 ago.        |
| 23 giu.     | 0-15        | Leiknir Reykjavík-Valur     | 0-3           | 7 ago.        |
| 23 giu.     | 10-0        | Breiðablik-FH Hafnarfjörður | 2-1           | 7 ago.        |
| 5 giu.      | 0-1         | Víðir-Víkingur              | 1-0           | 12 giu.       |

| Andata (6ª) | Andata (6ª) | Sesta giornata                | Ritorno (13ª) | Ritorno (13ª) |
|             |             |                               |               |               |
| 26 giu.     | 1-1         | FH Hafnarfjörður-KR Reykjavík | 1-4           | 14 ago.       |
| 26 giu.     | 0-5         | Víðir-Breiðablik              | 0-10          | 14 ago.       |
| 10 giu.     | 3-0         | ÍA Akranes-Leiknir Reykjavík  | 8-0           | 14 ago.       |
| 3 giu.      | 8-0         | Valur-Víkingur                | 4-0           | 10 giu.       |

| \| Andata (7ª) \| Andata (7ª) \| Settima giornata \| Ritorno (14ª) \| Ritorno (14ª) \| \| \| \| \| \| \| \| 3 lug. \| 2-1 \| Valur-ÍA Akranes \| 0-2 \| 21 ago. \| \| 3 lug. \| 1-0 \| KR Reykjavík-Víðir \| 7-0 \| 21 ago. \| \| 3 lug. \| 0-4 \| Leiknir Reykjavík-FH Hafnarfjörður \| 1-7 \| 21 ago. \| \| 2 giu. \| 0-4 \| Víkingur-Breiðablik \| 4-0 \| 2 giu. \| |             |                                    |               |               |
| Andata (7ª) | Andata (7ª) | Settima giornata                   | Ritorno (14ª) | Ritorno (14ª) |
| |             |                                    |               |               |
| 3 lug. | 2-1         | Valur-ÍA Akranes                   | 0-2           | 21 ago.       |
| 3 lug. | 1-0         | KR Reykjavík-Víðir                 | 7-0           | 21 ago.       |
| 3 lug. | 0-4         | Leiknir Reykjavík-FH Hafnarfjörður | 1-7           | 21 ago.       |
| 2 giu. | 0-4         | Víkingur-Breiðablik                | 4-0           | 2 giu.        |

## Classifica marcatori
| Gol |  |  | Giocatore               | Squadra    |
| --- |  |  | ----------------------- | ---------- |
| 33  |  |  | Ásta B. Gunnlaugsdóttir | Breidablik |
| 30  |  |  | Laufey Sigurðardóttir   | IA         |